# 1870 az irodalomban
Az 1870. év az irodalomban.

## Megjelent új művek

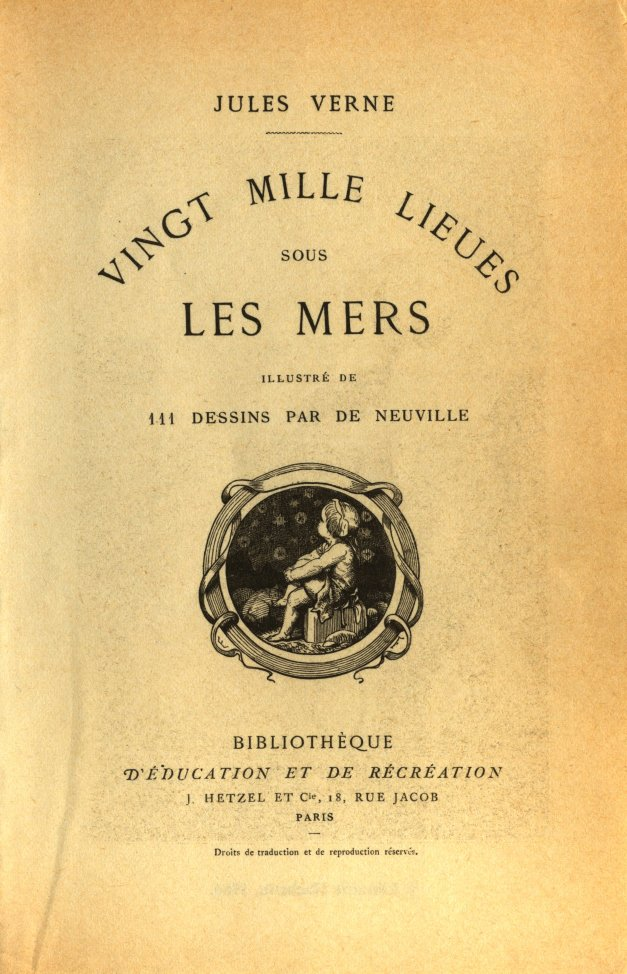
A Nemo kapitány címlapja (1870)

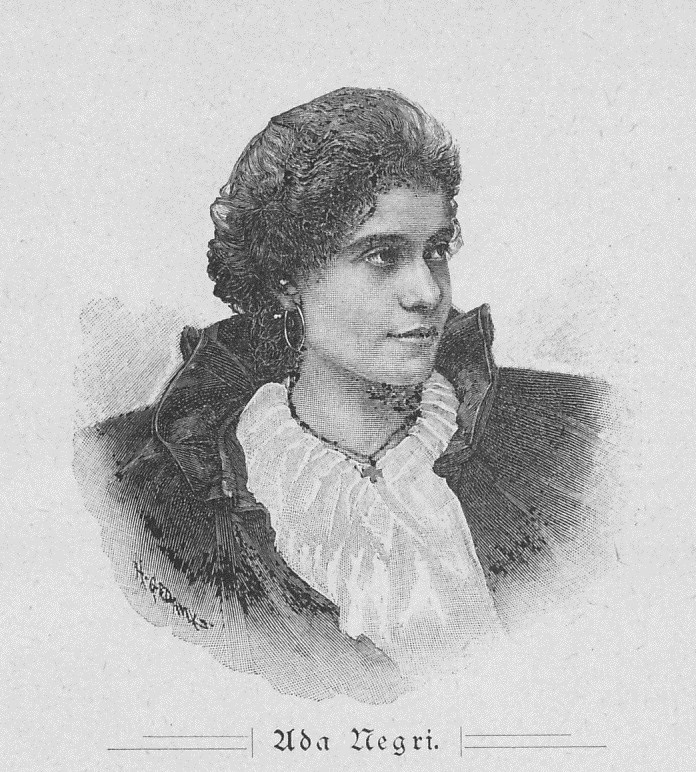
Ada Negri

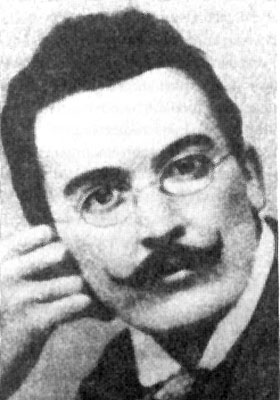
Thury Zoltán

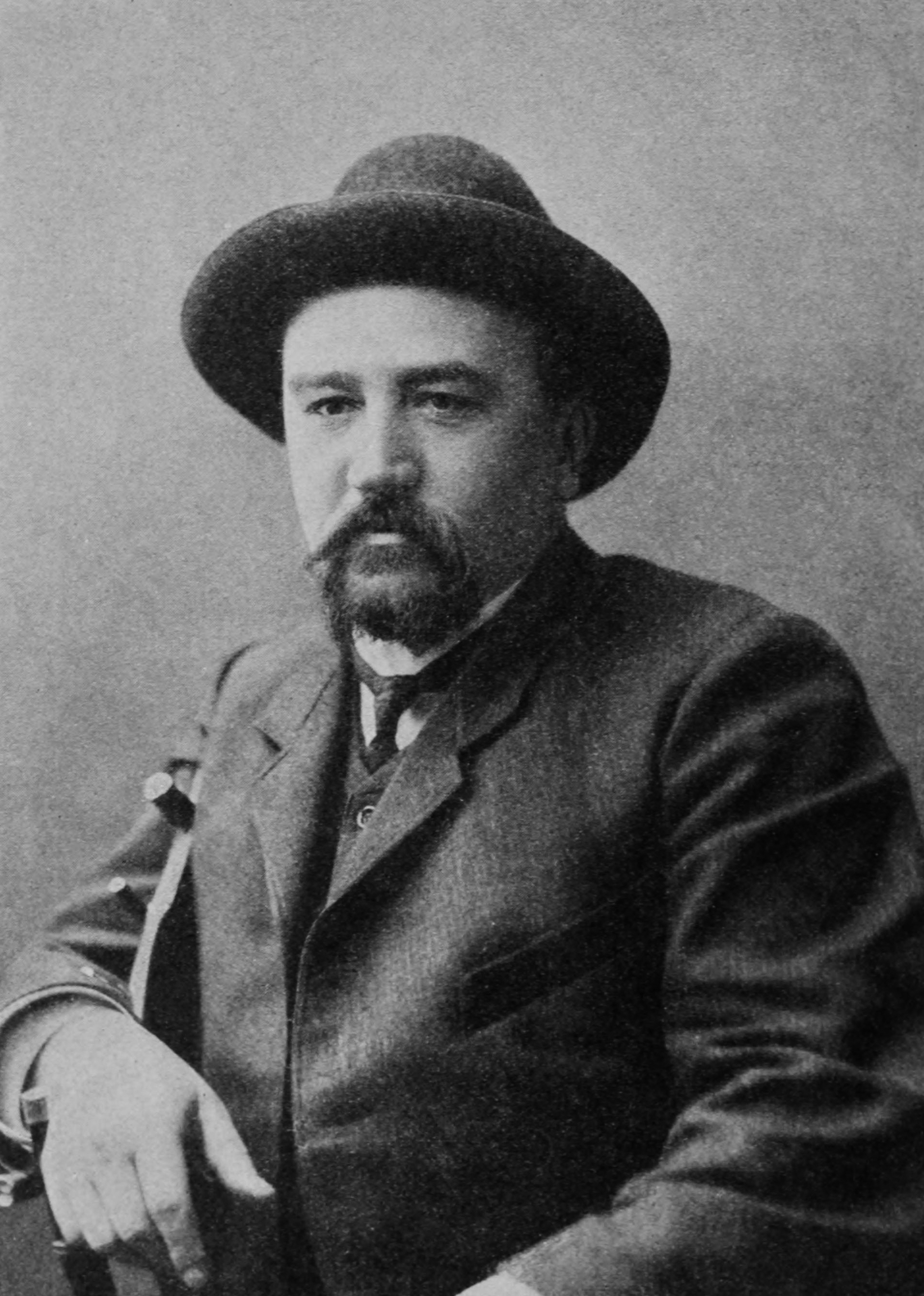
A. I. Kuprin

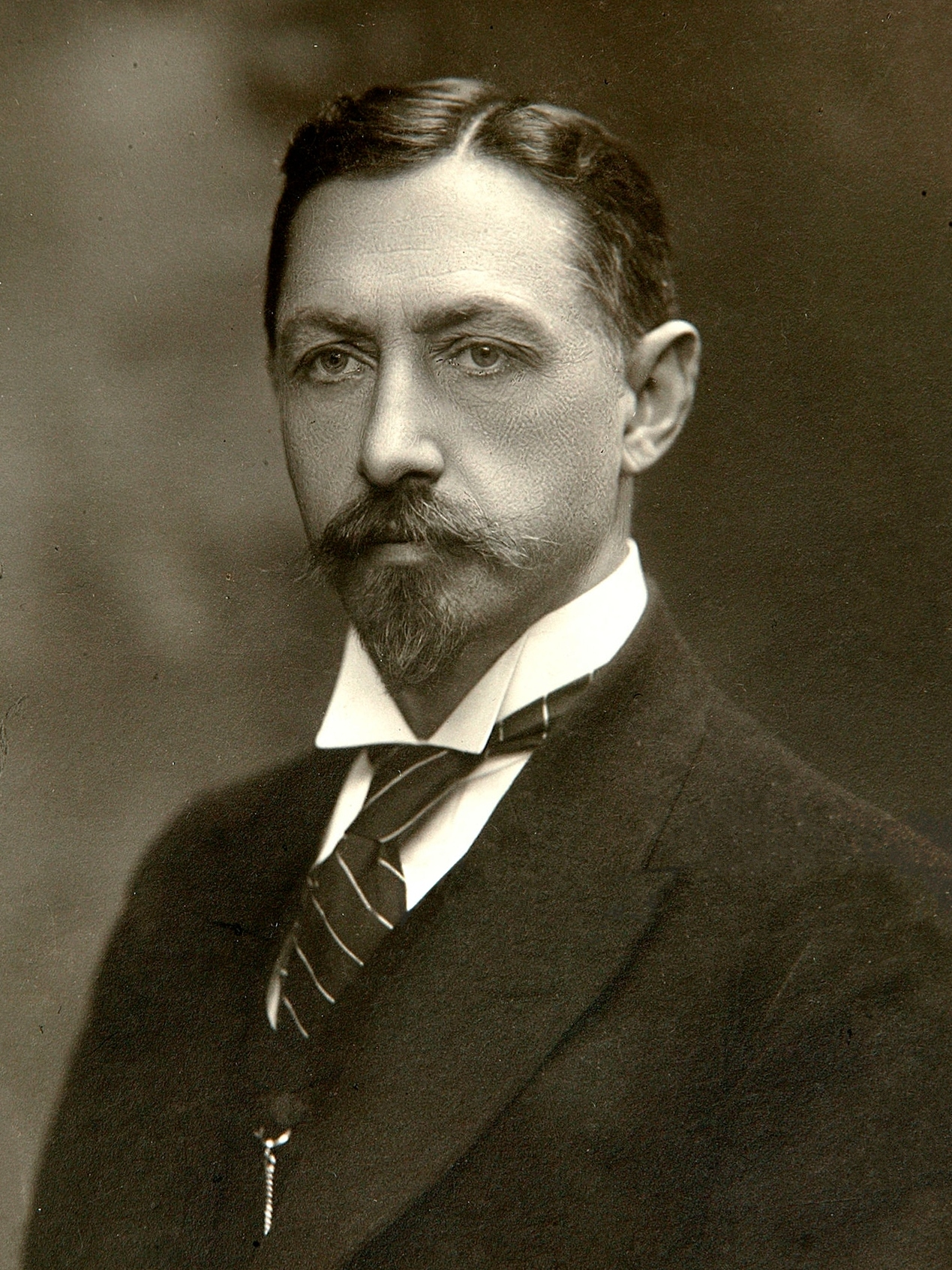
I. A. Bunyin

- Wilkie Collins angol regény- és drámaíró: Man and wife[1]
- Charles Dickens utolsó, befejezetlen regénye: The Mystery of Edwin Drood
- Aleksis Kivi finn regény- és drámaíró regénye: Seitsemän veljestä (Hét testvér), négy füzetben
- Újabb Jules Verne-regények:
  - Nemo kapitány [Húszezer mérföld a tenger alatt] (Vingt mille lieues sous les mers)
  - Utazás a Hold körül (Autour de la Lune) – az Utazás a Holdba folytatása

### Költészet
- január 2. – Egy folyóiratban megjelenik Arthur Rimbaud első ismert francia verse: Árvák újévi ajándéka (Les étrennes des orphelins)[2]
- William Morris angol iparművész, költő, író verseskötete (1868–1870): The Earthly Paradise (Földi paradicsom)[3]
- Dante Gabriel Rossetti angol festő, költő, a preraffaeliták vezéregyéniségének legjelentősebb verseskötete: Poems[4]

### Dráma
- szeptember 17. – Puskin történelmi drámája, a Borisz Godunov bemutatója Szentpéterváron; tíz évvel később Moszkvában. Az 1825-ben írt drámát 1866-ig nem engedték bemutatni.[5]
- Megjelenik Alekszej Konsztantyinovics Tolsztoj történelmi dráma-trilógiájának harmadik darabja: Borisz cár (Царь Борис), bemutatóját 1881-ben tartják Moszkvában[6] (A trilógia első része 1866-ban, második része 1868-ban jelent meg nyomtatásban)

### Magyar nyelven
- Jókai Mór regénye: Fekete gyémántok (öt kötet)
- Gyulai Pál kötete: Gyulai Pál költeményei

## Születések
- január 2. – Ernst Barlach német író, drámaíró, szobrász és festőművész († 1938)
- február 3. – Ada Negri olasz költő, író, a 20. századi olasz irodalom kiemelkedő alakja († 1945)
- március 7. – Thury Zoltán író, színműíró († 1906)
- július 24. – Tolnai Vilmos nyelvész, irodalomtörténész († 1937)
- szeptember 7. – Alekszandr Ivanovics Kuprin orosz realista író († 1938)
- október 22. – Ivan Alekszejevics Bunyin Nobel-díjas (1933) orosz író, költő, műfordító, a 19. századi orosz klasszikus próza hagyományainak folytatója († 1953)

## Halálozások
- január 21. – Alekszandr Ivanovics Herzen orosz író, materialista gondolkodó, lapszerkesztő (* 1812)
- március 17. – Karl Friedrich Neuman német orientalista nyelvész, fordító (* 1793)
- június 9. – Charles Dickens angol regényíró (* 1812)
- június 20. – Jules de Goncourt francia író, Edmond de Goncourt öccse (* 1830)
- július 30. – Aasmund Olavsson Vinje norvég költő, író; versei és útleírásai mellett arról ismert, hogy úttörő szerepet játszott a landsmål használatában (* 1818)
- szeptember 23. – Prosper Mérimée francia író, műfordító, művészettörténész (* 1803)
- november 4. – Ponori Thewrewk József magyar író, régiséggyűjtő (* 1793)
- december 5. – Id. Alexandre Dumas francia író, népszerű kalandos történelmi regények szerzője (* 1802)